# La Grande-Verrière
La Grande-Verrière település Franciaországban, Saône-et-Loire megyében. Lakosainak száma 550 fő (2022. január 1.). La Grande-Verrière Roussillon-en-Morvan, Laizy, Monthelon, Saint-Léger-sous-Beuvray, Saint-Prix és La Celle-en-Morvan községekkel határos.

## Népesség
A település népességének változása:
| Lakosok száma | 528  | 539  | 561  | 563  | 565  | 563  | 565  | 558  | 550  |
|               | 2013 | 2015 | 2016 | 2017 | 2018 | 2019 | 2020 | 2021 | 2022 |